# Riekermolen

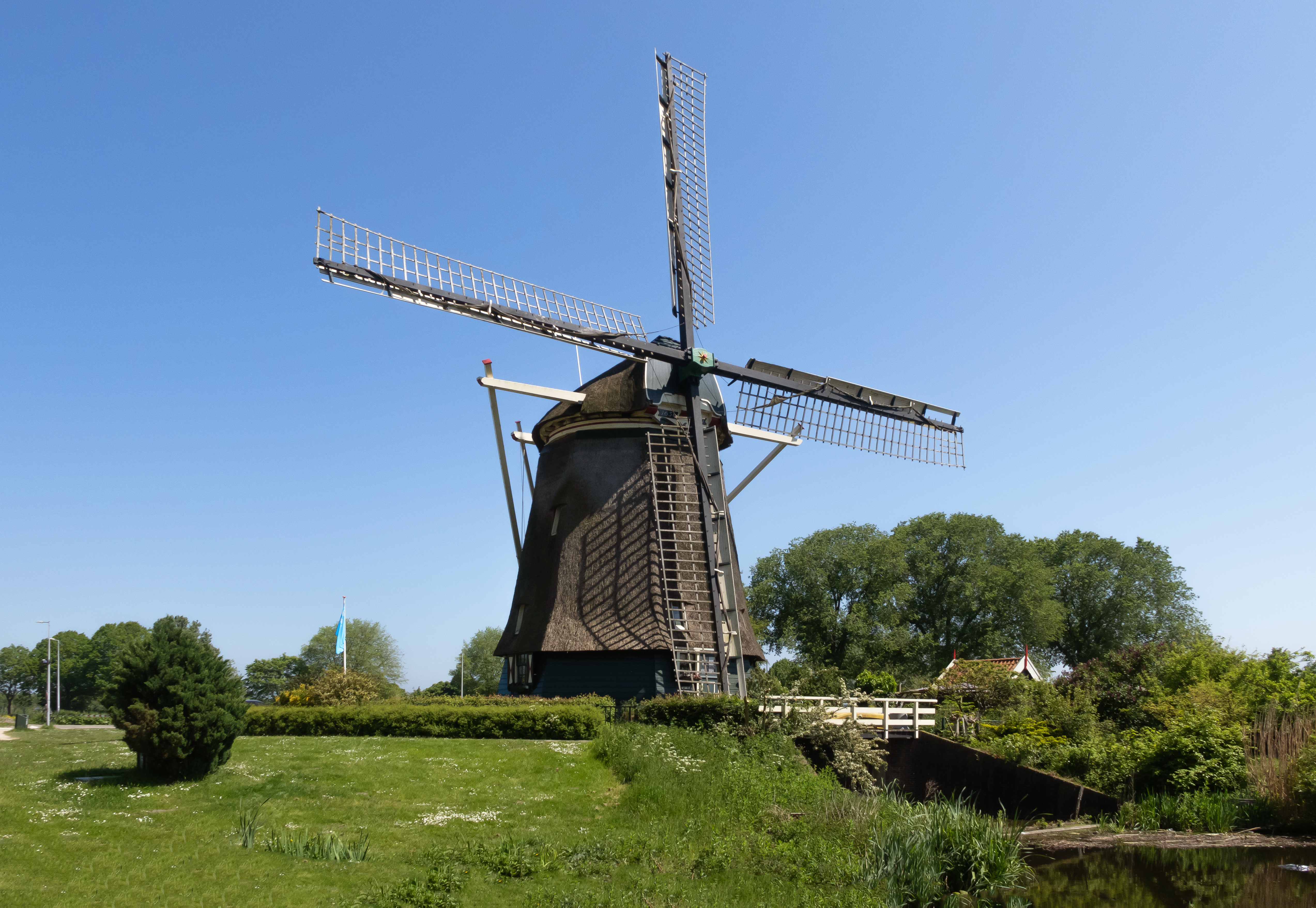
Riekermolen

Le moulin Rieker (en néerlandais : Riekermolen) est un moulin à vent néerlandais situé au bord de la rivière Amstel, au sud de la commune d'Amsterdam. 
Ce moulin a été construit en 1636 dans le village de Sloten. Il servait de moulin de polder pour le polder du même nom (Riekerpolder). Le pompage des eaux du polder a été pris en charge par une station de pompage électrique en 1932 et le moulin a ensuite été démonté lors du creusement du polder pour y créer entre autres le lac Het Nieuw Meer.
Le moulin a été réédifié en 1961 à quelque huit kilomètres de là au bord de l'Amstel, entre les voies de Kalfjeslaan et de Borcht. Les rives de l'Amstel à cet endroit sont très fréquentées par les touristes et les promeneurs et c'est une place de choix pour un ancien moulin à vent néerlandais. Une statue de Rembrandt a été érigée à proximité de ce moulin pour rappeler que le peintre a réalisé de nombreux dessins sur les rives de cette rivière.